# Pierre Barbizet
Pierre Barbizet (* 20. September 1922 in Arica; † 19. Januar 1990 in Marseille) war ein französischer Pianist und Musikpädagoge.
Barbizet verbrachte seine Kindheit in Chile. Er studierte am Conservatoire de Paris Klavier bei Armand Ferté und erhielt Erste Preise in den Fächern Klavier (1944), Musikgeschichte und Kammermusik. Im Cabaret Gay Relais trat er im Trio mit Samson François und Pierre Petit auf. 1948 gewann er den Großen Preis beim  internationalen Klavierwettbewerb in Scheveningen, im Folgejahr den fünften Preis beim Concours International Marguerite Long-Jacques Thibaud. Als Klaviersolist wurde er mit Werken Mozarts, aber auch als Interpret von Werken zeitgenössischer Komponisten wie Serge Nigg bekannt. Internationalen Erfolg hatte er auch im Duo mit dem Geiger Christian Ferras. Ab 1963 leitete er das Konservatorium von Marseilles, wo auch Hélène Grimaud und Laurent Korcia zu seinen Schülern zählten.